# لاسي الجديدة
لاسي الجديدة (بالإنجليزية: The New Lassie)‏ هو مسلسل تم إنتاجه في الولايات المتحدة. بدأ عرضه في سنة 1989. بلغ عدد مواسم المسلسل 2 مواسم، كما بلغ عدد حلقاته 49 حلقة، تم بث المسلسل لأول مرة بتاريخ 8 سبتمبر 1989 بينما تم بث آخر حلقة منه بتاريخ 15 فبراير 1992.

## بطولة
- دي ويلياس ستون
- ويل نيبر
- كريستوفر ستون

## روابط خارجية
- لاسي الجديدة على موقع IMDb (الإنجليزية)
- لاسي الجديدة على موقع كينوبويسك (الروسية)
- لاسي الجديدة على موقع ألو سيني (الفرنسية)
- لاسي الجديدة على موقع قاعدة بيانات الفيلم (الإنجليزية)